# Hram Devi Jagadambi
Hram Devi Jagadambi (hram Jagadambike) hinduistički je hram smješten u Khajurahu, u indijskoj saveznoj državi zvanoj Madhya Pradesh. Hramovi u Khajurahu nalaze se na popisu svjetske baštine, a sagrađeni su između 10. i 12. stoljeća, u doba vladavine dinastije Chandela.
Hram Devi Jagadambi jedan je od najpoznatijih i najljepših hramova u Khajurahu, a posvećen je božici Jagdambi, koja je povezana s Parvati. Hram krase mnogobrojni erotski prikazi. U hramu se nalazi i golemi prikaz božice (devi).